# Giannino Caria
Giannino Caria (Macomer, 30 dicembre 1945 – Largo della Meloria, 18 novembre 1971) è stato un militare italiano, insignito della medaglia d'oro al valor civile alla memoria.

## Biografia
Sergente maggiore in forza al 9º Reggimento d'assalto paracadutisti "Col Moschin", dopo la cosiddetta tragedia della Meloria partecipò volontariamente alle operazioni di recupero dei corpi dei 46 paracadutisti morti nell'incidente.
Durante una delle immersioni finalizzate al recupero delle salme, Caria, colto da malore, morì. A lui, il Presidente della Repubblica dell'epoca Giuseppe Saragat, conferì la massima onorificenza civile.

## Riconoscimenti
A Caria è intitolata una via e un istituto scolastico della sua città natale, Macomer.